# Salgado Filho (Aracaju)
Salgado Filho é um bairro de classe média alta da zona sul de Aracaju. Está limitado ao norte com o bairro São José, a leste com o 13 de Julho, ao sul com o Jardins e Grageru, e a oeste com o Luzia e Suíssa. 
O primeiro nome do bairro foi Carro Quebrado, uma vez que, na atual rua Urquiza Leal, era comum encontrar carros de bois atolados ou quebrados na passagem pelo terreno arenoso e pantanoso da região. Na década de 1950, o bairro teve a denominação alterada em homenagem ao político gaúcho Joaquim Pedro Salgado Filho, conforme a lei municipal 41/1953.
A urbanização intensifica-se somente no final da década de 1970, quando surgem loteamentos, abrem-se novas vias, como a Avenida Francisco Porto (Saneamento), e é feito o prolongamento da Avenida Hermes Fontes, no limite com o bairro Suíssa. O bairro possui diversificada rede de serviços nas principais vias, tais como hipermercados, restaurantes, boutiques, clínicas e escolas.

## Principais Logradouros
- Avenida Francisco Porto (Saneamento)
- Avenida Pedro Paes de Azevedo
- Avenida Professor Acrísio Cruz
- Rua Urquiza Leal